# Ursula von Köln

Elf Flammen als Symbol für die Heilige Ursula und die 11.000 Jungfrauen im Kölner Wappen

Ursula von Köln, besser bekannt als die Heilige Ursula, steht im Mittelpunkt der christlichen Legende der 11.000 Jungfrauen. Dem auf das 4. Jahrhundert n. Chr. datierten Mythos nach fiel die tiefgläubige Ursula samt der sie begleitenden elftausend Jungfrauen während einer Wallfahrt einem prophezeiten Martyrium vor den Toren Kölns zum Opfer.
Die der Legende nach zum Todeszeitpunkt 8-jährige Märtyrerin Ursula entstammte einem romanisch-britischen Adelsgeschlecht. Sie wird in der römisch-katholischen Kirche, in der orthodoxen Kirche und in der anglikanischen Gemeinschaft als Heilige verehrt. Ihr Gedenktag wurde auf den 21. Oktober festgelegt. 
Als erste Erwähnung der Heiligen Ursula gilt eine Inschrift aus dem 5. Jahrhundert, die in der Kirche St. Ursula zu Köln aufbewahrt wird. Das Leben der Heiligen Ursula ist hingegen in zeitgenössischen Quellen unbezeugt. Daher gilt sie heute allgemein als reine Legendenfigur ohne historische Existenz. Gleichwohl ist die rein fiktive Ursula-Legende untrennbar mit der Stadtgeschichte Kölns verbunden und entsprechend im Wappen der Stadt Köln verewigt. 

## Legende

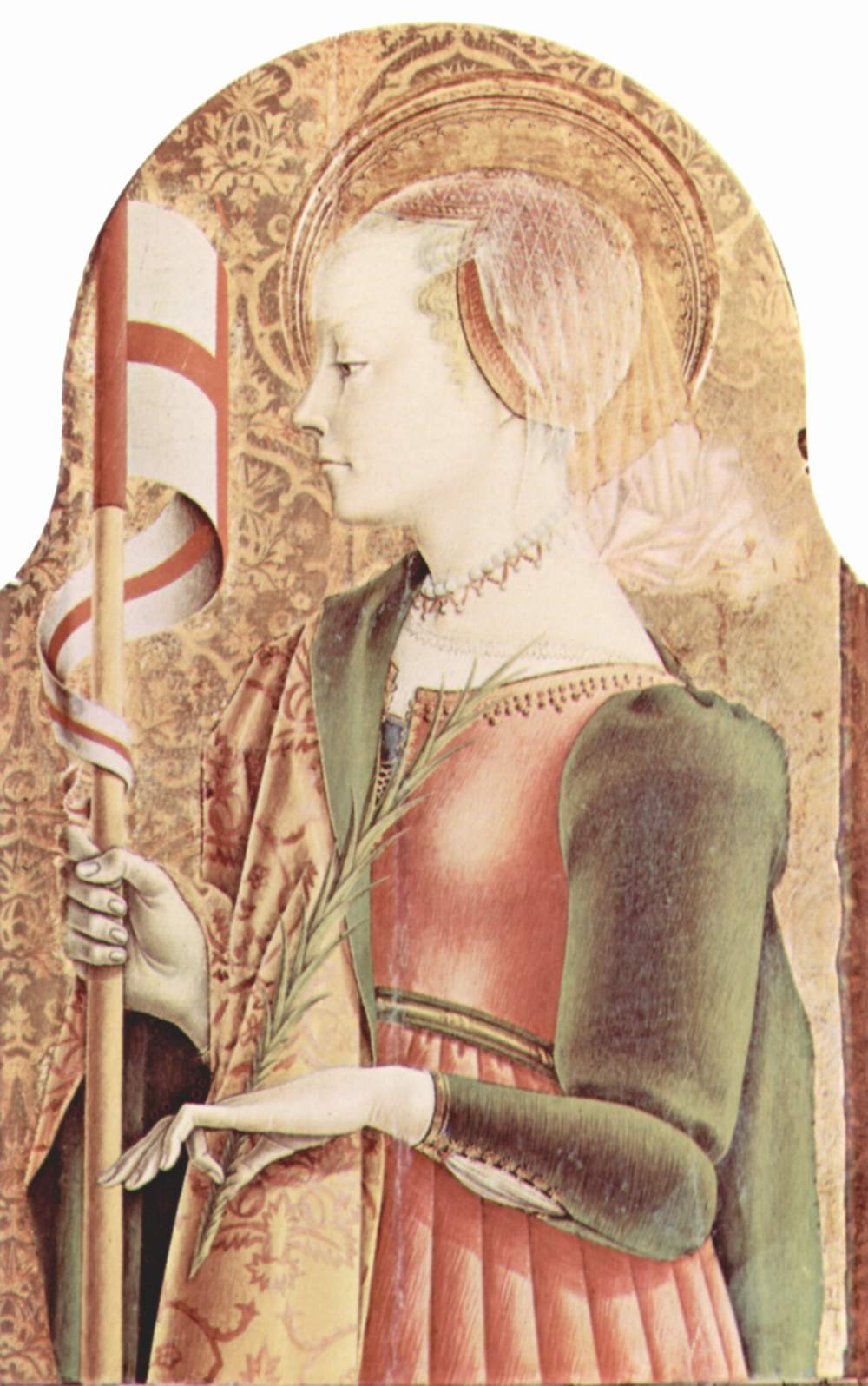
Bildnis der Heiligen Ursula

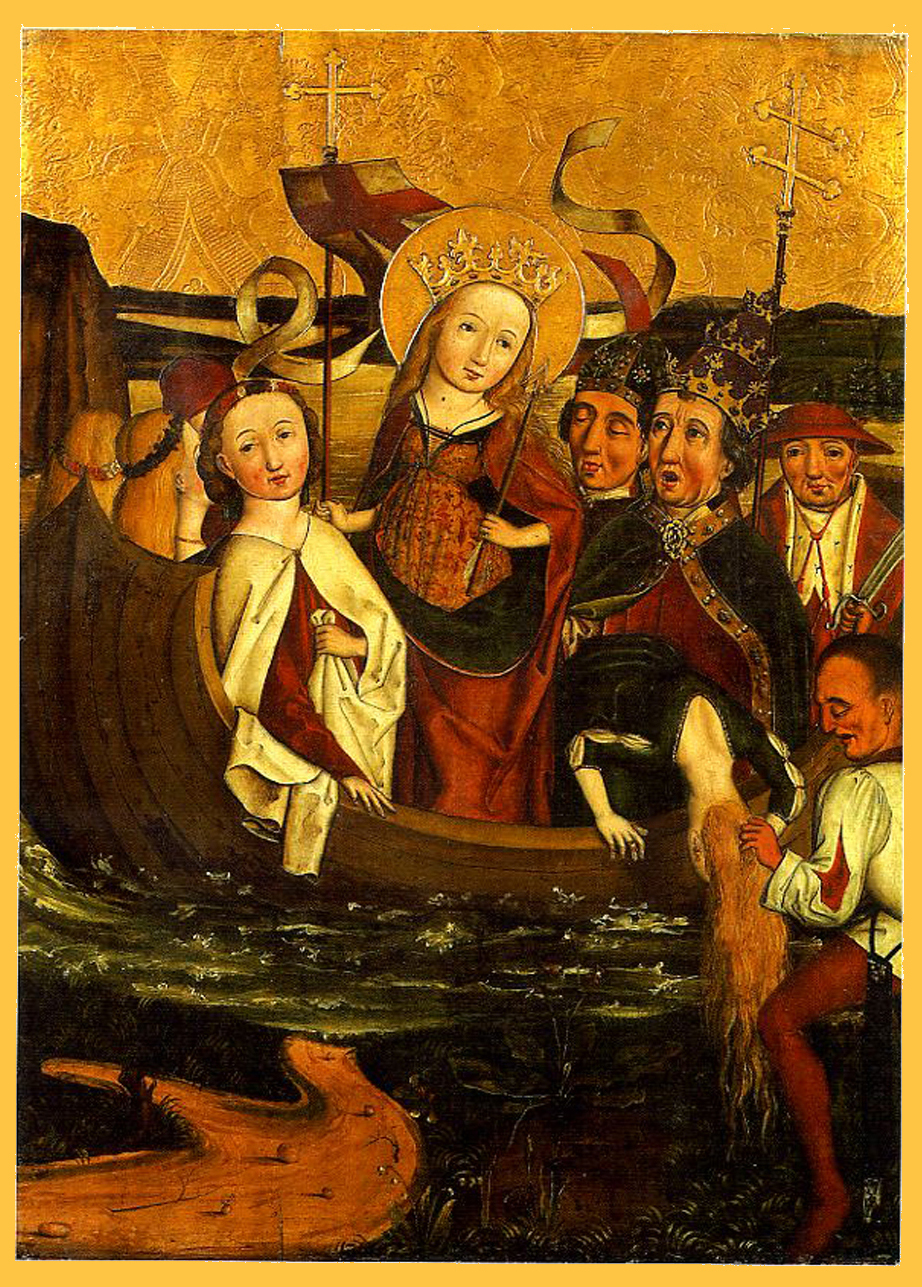
Martyrium der hl. Ursula und ihrer Gefährtinnen (16. Jahrhundert)

Nach der im 13. Jahrhundert verfassten Legenda aurea war Ursula die Tochter des aus einem romanisch-britischen Adelsgeschlecht stammenden christlichen Königs Maurus und dessen Frau Daria. Ursula lebte im 4. Jahrhundert und starb im Jahr 383 den Märtyrertod. Als junges Mädchen hatte sie ihr Leben Christus geweiht und ewiger Jungfräulichkeit gelobt. Von ihrem Vater wurde die als wunderschön geltende Ursula mit Prinz Aetherius verlobt, dem Sohn des mächtigen heidnischen Königs von England. Dieser wiederum drohte mit Krieg, falls die Liaison nicht zu Stande kommen sollte. Zum Schein ging Ursula zur Friedenssicherung auf den Heiratsantrag ein, stellte jedoch zur Bedingung, ihr bis zur Hochzeit eine dreijährige Frist zu gewähren. In dieser Zeit müsse ihr Bräutigam getauft werden und zum Christentum übertreten. Ursula selbst begab sich während dieser Frist gemeinsam mit zehn ausgewählten Jungfrauen auf eine Wallfahrt nach Rom. Dort sollten sie geweiht und getauft werden. Angeblich schlossen sich für jede der insgesamt elf Jungfrauen jeweils weitere 999 Jungfrauen an.
Die 11.000 Pilgerinnen überquerten zu Beginn ihrer Wallfahrt nach Rom zunächst mit Segelschiffen die Nordsee. Folglich gelangten sie nach einem schweren Sturm in die Rheinmündung und segelten auf dem  Rhein ins unter römischer Herrschaft stehende Köln, seinerzeit bekannt als Colonia Claudia Ara Agrippinensium. Hier verkündigte ein Engel Ursula nachts in einem Traum, dass sie auf ihrer Rückreise erneut in Köln vorbeikommen werde und dort ein Martyrium erleide. Nach der Weiterreise mit den Segelschiffen rheinaufwärts bis Basel pilgerten Ursula und ihr Gefolge zu Fuß auf dem Landweg weiter nach Rom. Der Pilgergesellschaft schlossen sich Papst Cyriacus, dessen Papsttum jedoch historisch nicht belegt ist, sowie einige Bischöfe und Kardinäle an. 
Auf dem Rückweg ihrer Wallfahrt wollten Ursula und ihre Begleiterinnen erneut in Köln einkehren. Doch wurde Köln mittlerweile von den Hunnen belagert. Ursula und der Pilgergesellschaft wurde nicht nur der Zugang zur Stadt verwehrt, vielmehr sollten alle Beteiligten ermordet werden. Ein Sohn des Hunnenkönigs Attila aber verliebte sich in Ursula und bot ihr an, sie zu verschonen, wenn sie ihn heiraten würde. Als Ursula Kraft ihres Glaubens und der Hingabe an das prophezeite Martyrium ablehnte, tötete der Hunnenfürst sie durch einen Pfeilschuss. Wie alle anderen, die Ursula begleitet hatten, mussten folglich auch die hl. Cordula, Aukta von Köln und Odilia von Köln das Martyrium vor den Toren Kölns erleiden.
Kurz darauf erscheint dem Anführer der Hunnen im Traum eine Engelsschar. Durch dieses Traumerlebnis war er derart eingeschüchtert, dass er folglich den Abzug der Hunnen aus Köln befehligte und die Belagerung Kölns beendet wurde. Seither gilt die Heilige Ursula als Schutzpatronin der Stadt Köln. 

Die Legende der hl. Ursula auf den Bildtafeln des Ursulaschreins, 1489 gemalt von Hans Memling
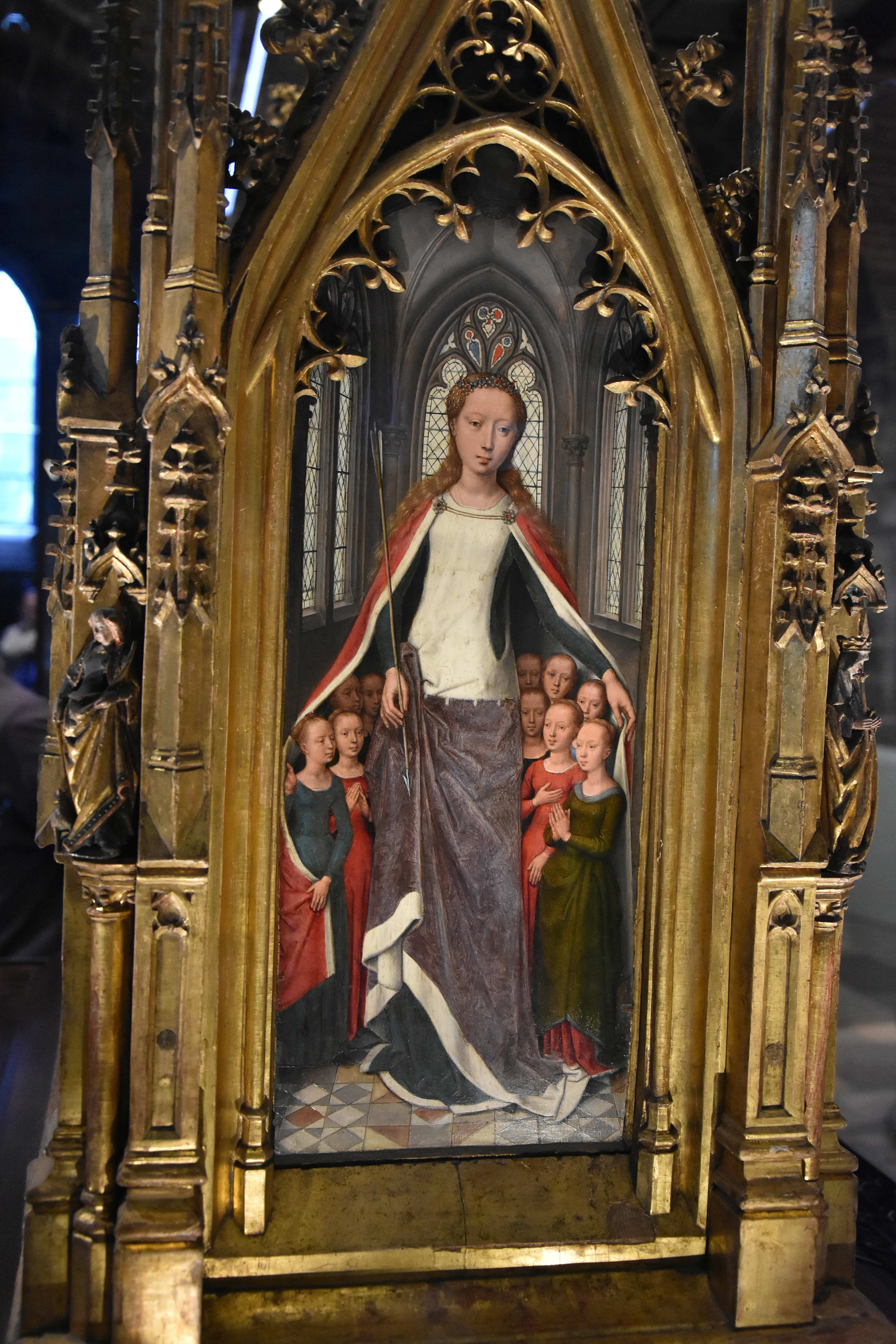
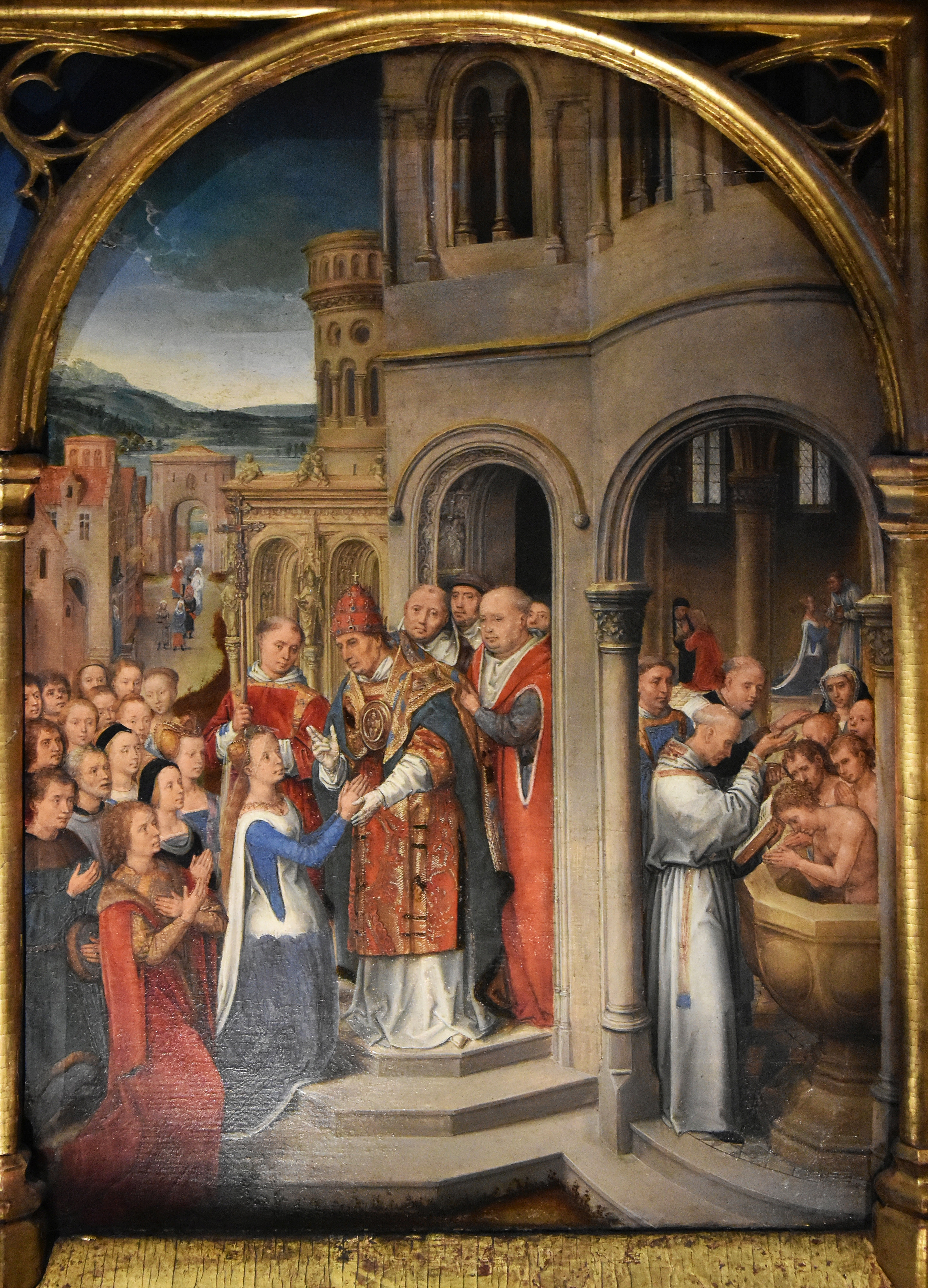
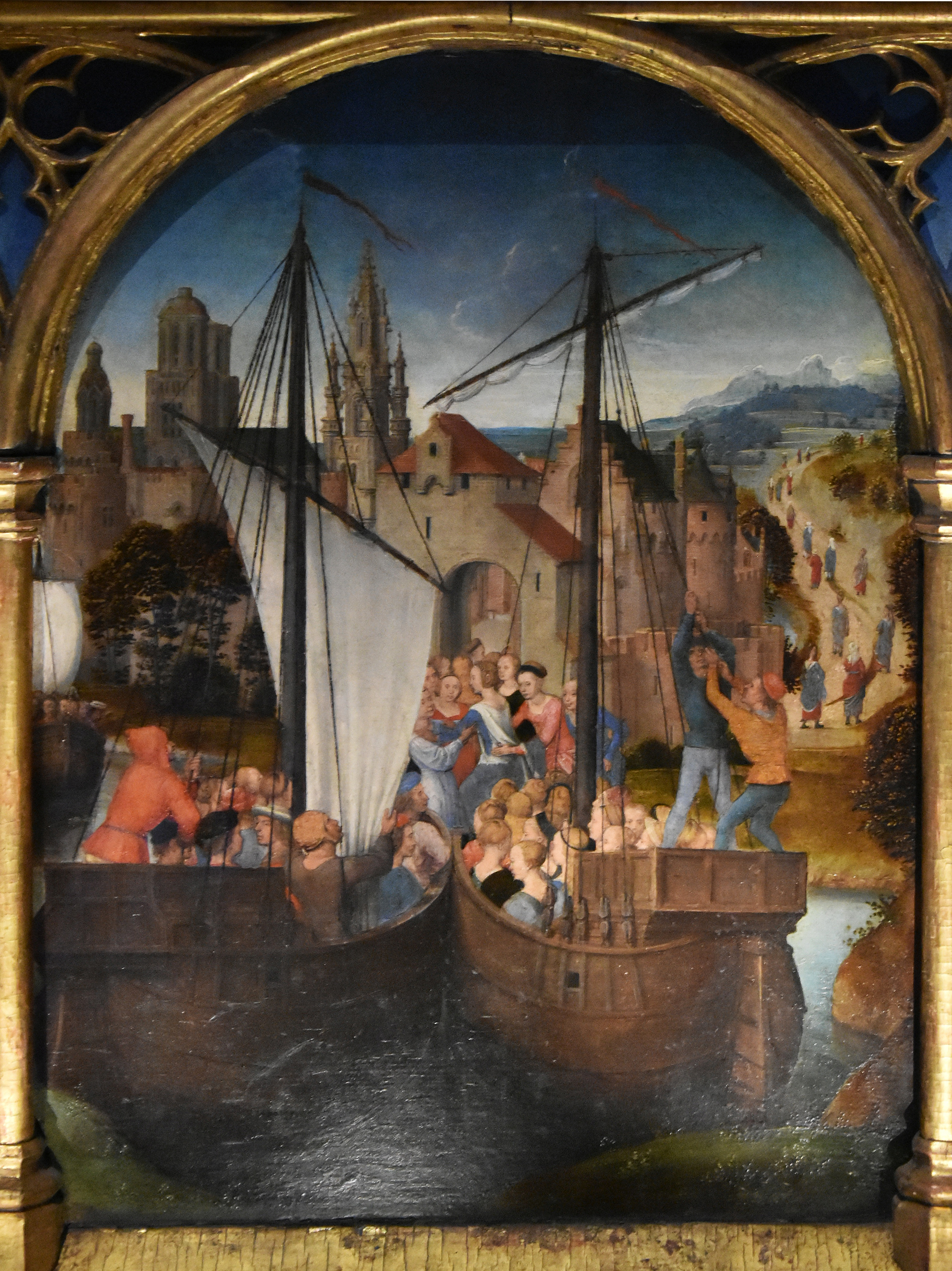
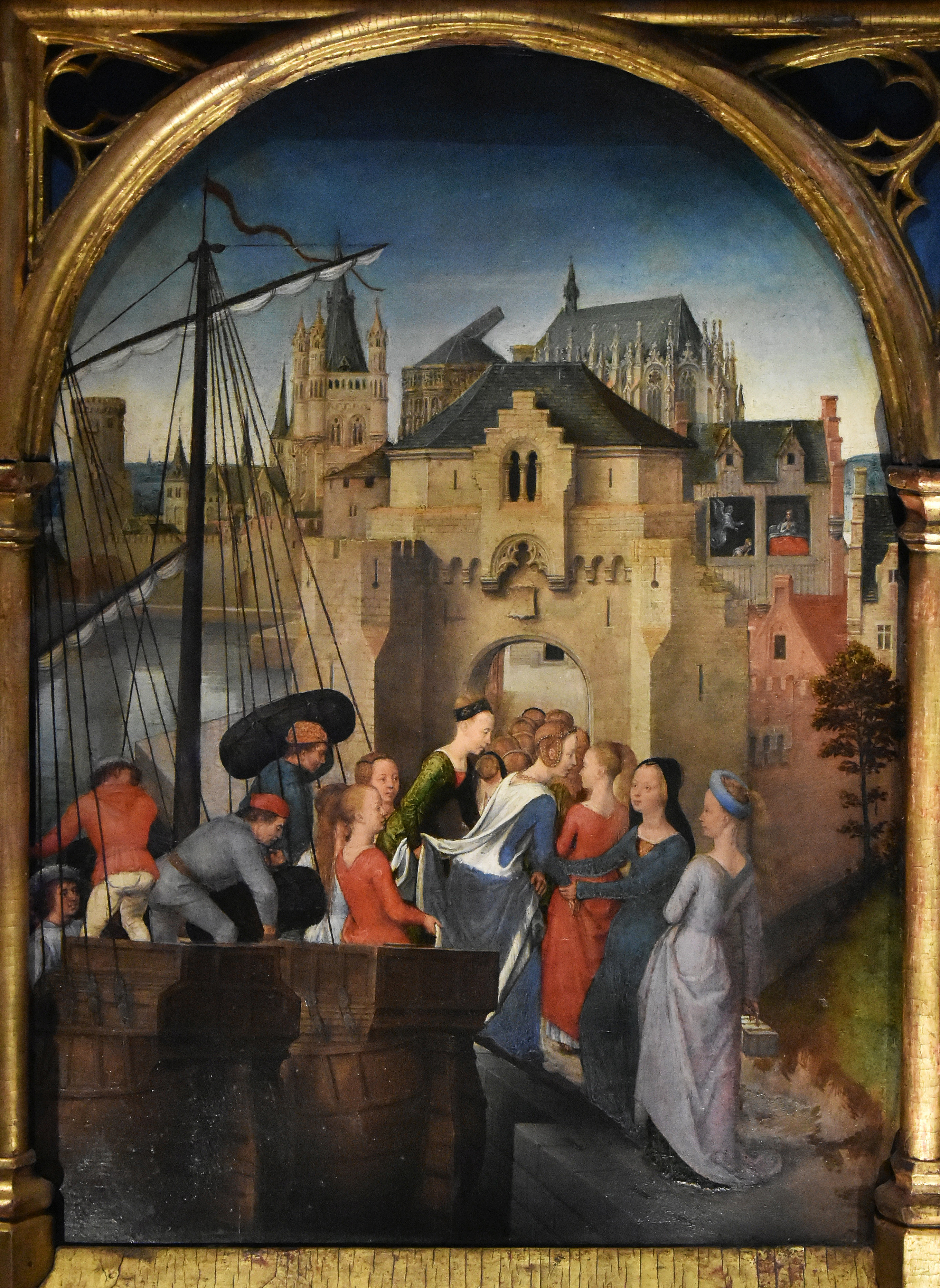
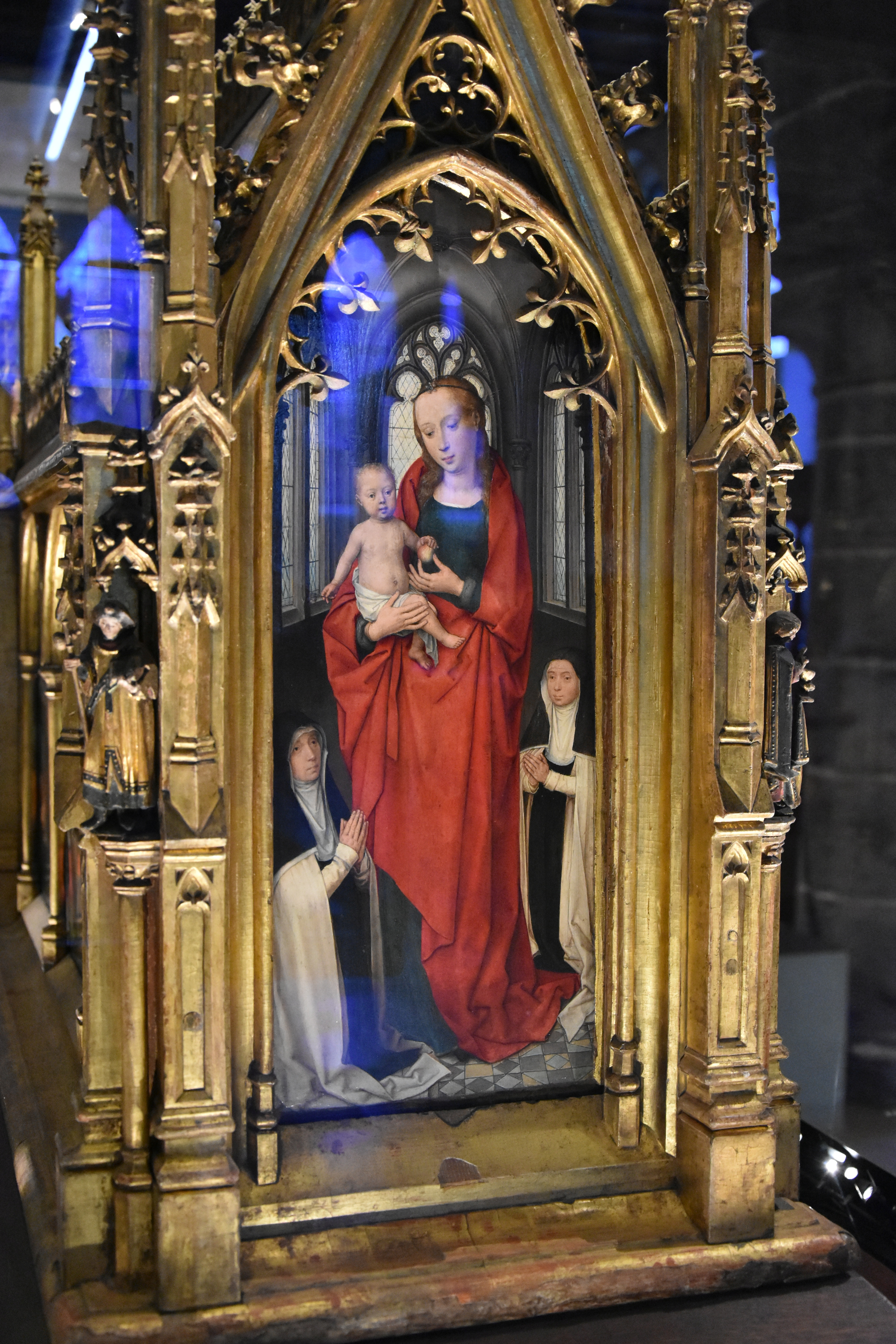
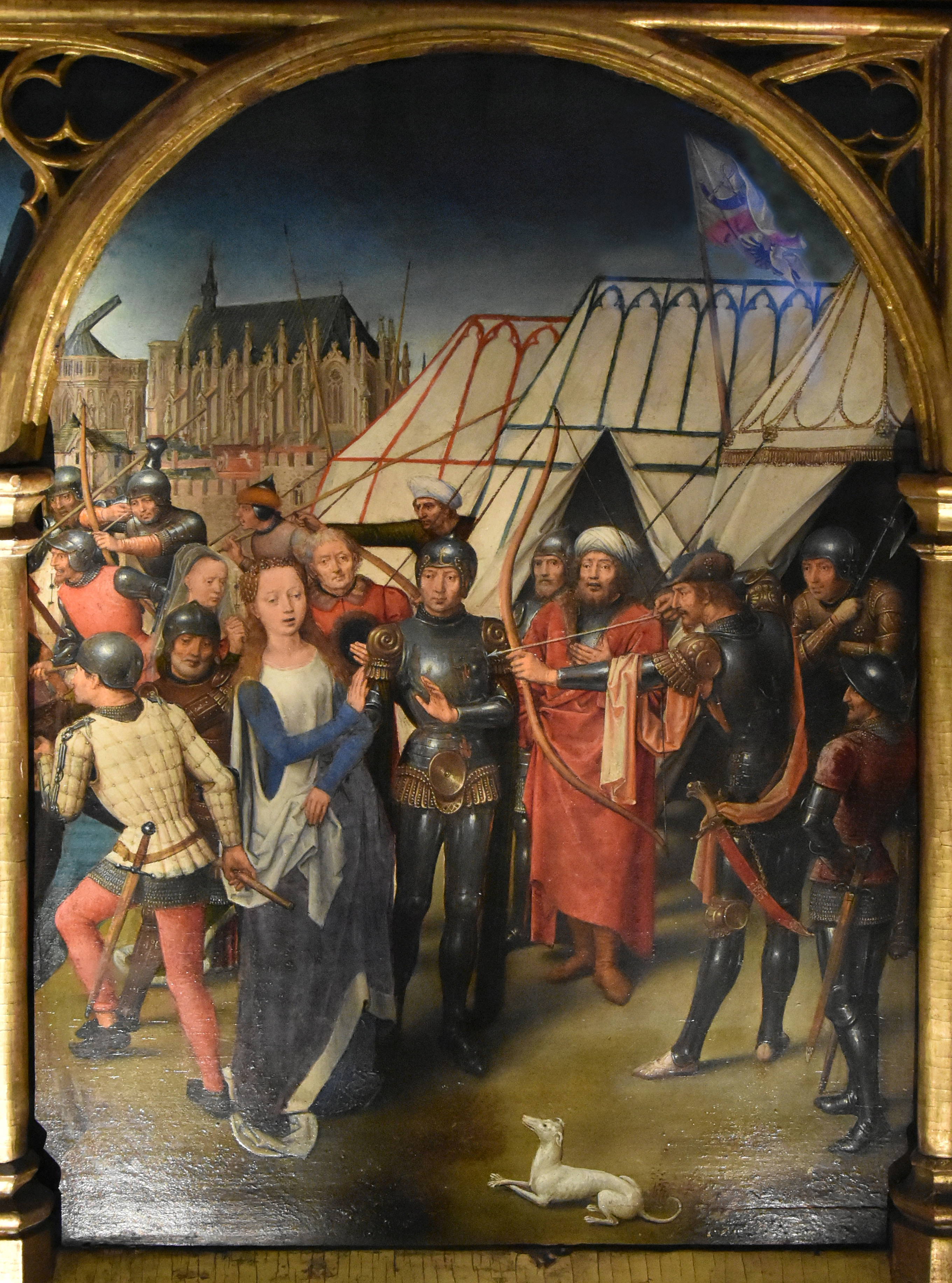
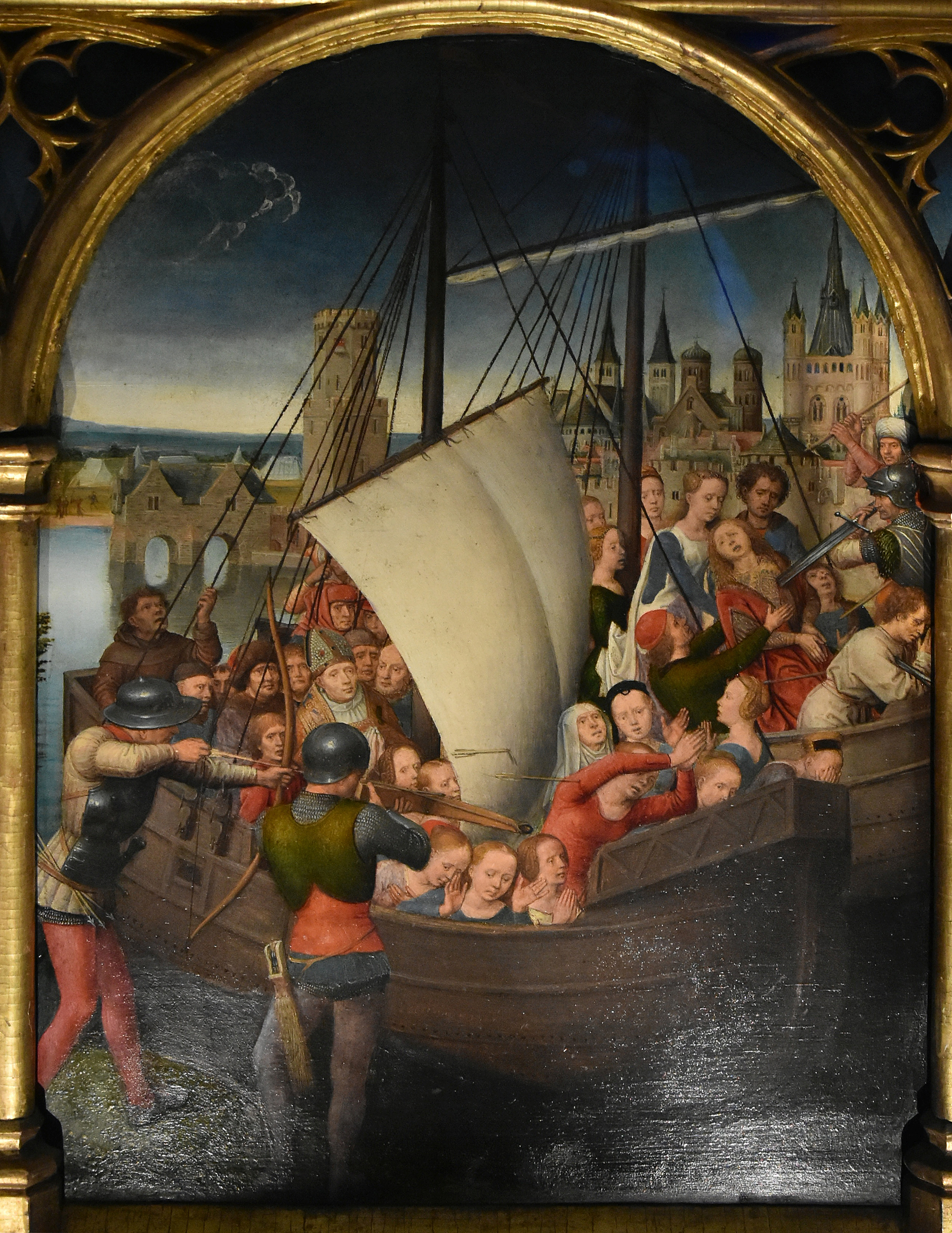
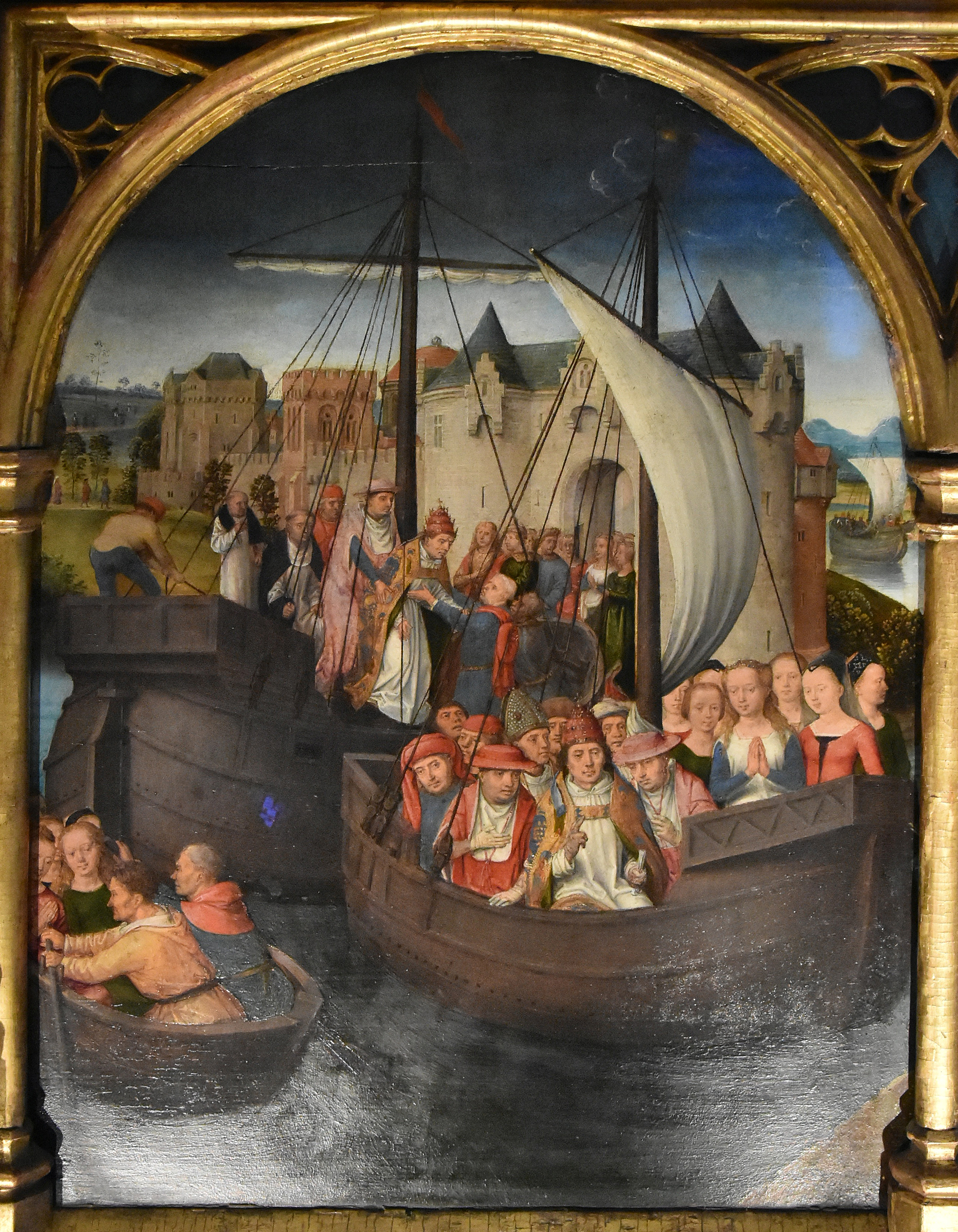

## Überlieferung

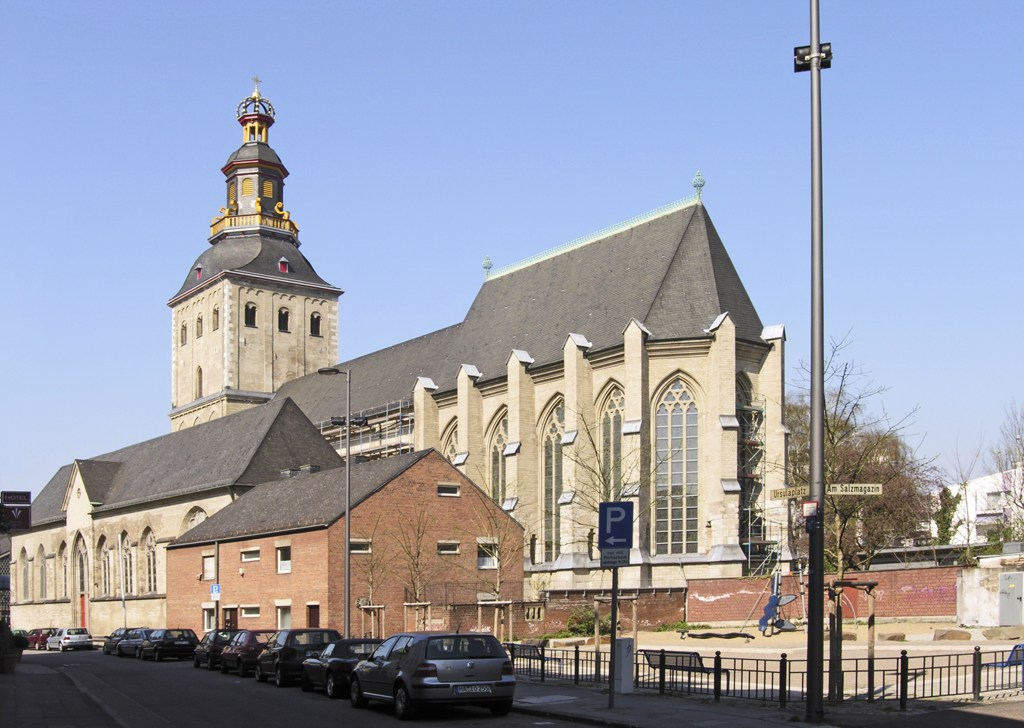
Kirche St. Ursula zu Köln (2005)

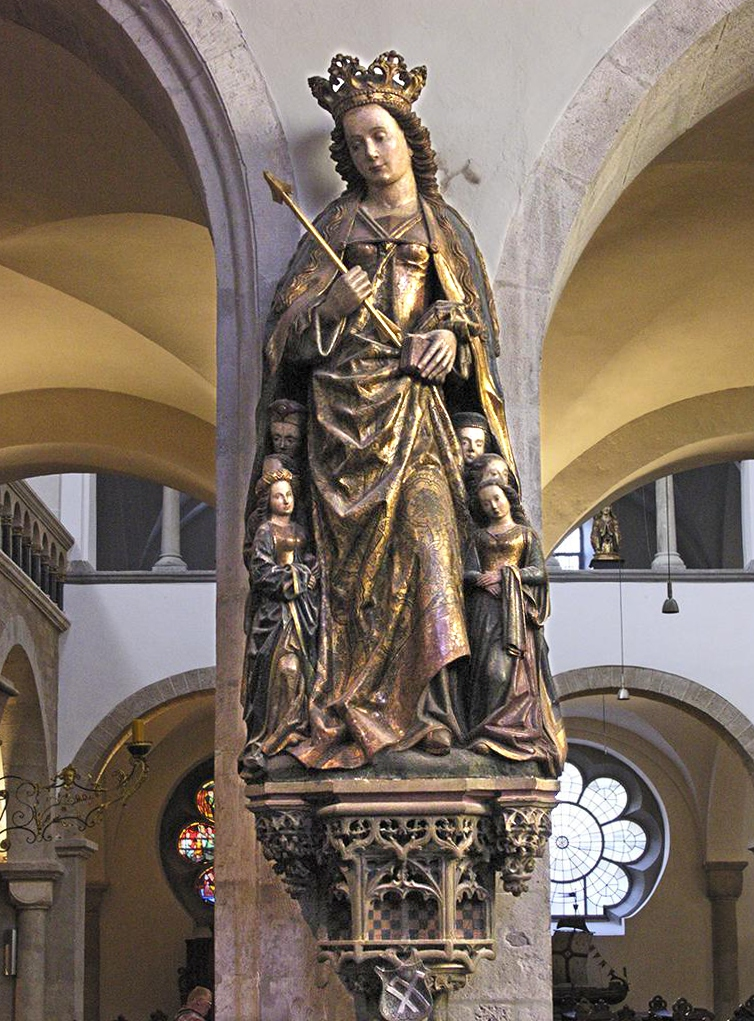
St. Ursula als Schutzmantelfigur (1465)

Die Legende ist in vielen Versionen erhalten, die vom 9. bis ins 13. Jahrhundert immer weiter ausgeschmückt wurden. Als erster Beleg gilt eine Inschrift aus dem 5. Jahrhundert, die in der Kirche St. Ursula zu Köln aufbewahrt wird. Die Echtheit dieser Inschrift, in der weder der Name Ursulas noch die Anzahl der Jungfrauen erwähnt werden, ist nicht gesichert. Der Name der Königstochter Ursula wird erst um 970 in der Passio Ursulae erwähnt, angeblich aufgrund von Auskünften des Erzbischofs Dunstan von Canterbury. Eine ältere Quelle nennt eine britische Prinzessin Winnosa oder Pinnosa als Anführerin der Truppe. Später wurde diese zur Tochter eines Herzogs herabgesetzt, während ihr Körper nach Essen transferiert wurde. Die Ursula-Legende spielt auch eine wichtige Rolle in Gottfried Hagens Reimchronik der Stadt Köln.
Die Zahl 11.000 geht möglicherweise auf einen Lesefehler zurück. In den frühen Quellen ist gelegentlich von nur elf Jungfrauen die Rede. Deshalb wurde vermutet, dass die Angabe „XI.M.V.“ statt als „11 martyres virgines“ fälschlich als „11 milia virgines“ gelesen wurde. Allerdings berichtet Wandalbert von Prüm bereits 848 über Tausende (milia) von getöteten Heiligen.
1121 wurden erstmals planmäßige Grabungen im Umfeld der Kirche von Bischof Norbert von Xanten durchgeführt, dem durch nächtliche Visionen die letzte Ruhestätte der Begleiterinnen der hl. Ursula offenbart worden war. Man legte zahlreiche Gräber frei und fand darin Gebeine, die als Reliquien gehoben wurden. Berichte von Visionen und Translationen legitimierten die aufgefundenen Gebeine als Reliquien. Eine weitere Grabung erfolgte im Auftrag von Erzbischof Arnold II. zwischen 1155 und 1164 durch die Abtei Deutz; dabei fanden sich neben Frauen- auch Männer- und Kindergebeine.
Eine Liste, angelegt vom Kustos des Deutzer Benediktinerklosters, Theoderich von Deutz, verzeichnet die Märtyrer nach Geschlecht getrennt, in deren Gräbern angeblich noch die Tituli (Grabinschriften) samt Namen aufgefunden worden waren. Heute haben sich die meisten Tituli als Fälschungen erwiesen, bei denen die Namen und Ortsangaben aus der zweiten Passio Ursulae stammen. Aber auch echte Tituli tauchten auf, darunter eine spätmerowingische, die das Grab des Aetherius angibt.
Um Aetherius‘ Zugehörigkeit zu den Jungfrauen zu legitimieren und die gefälschten Tituli beglaubigen zu lassen, nahmen die Deutzer Benediktiner Kontakt zum Benediktinerkloster Schönau auf, um die Tituli der Benediktinerin Elisabeth von Schönau (1129–1164) vorzulegen. Elisabeth war für ihre Visionen und Offenbarungen bekannt, die ihr in Anfällen durch Gespräche mit der Jungfrau Maria, einem Engel und Heiligen zuteilwurden. Elisabeth hat Widersprüche und Brüche, die die neuen Reliquien aufwerfen mussten, geschickt geglättet und erklärt. Zum Beispiel taucht in den Listen der Deutzer Benediktiner ein Papst Cyriacus auf, der allerdings in keiner Papstliste verzeichnet ist. 
Elisabeth erklärt diesen Umstand damit, dass sein Name aus allen Papstlisten gelöscht worden sei, weil er seine hohe Position aufgegeben habe, um mit denen zu gehen, die den päpstlichen Beratern lediglich als eine Gruppe verwirrter Frauen schienen. Außerdem habe eben jener Papst das Martyrium erst drei Tage nach allen anderen erlitten, damit er noch zahlreiche Tituli für die Märtyrer und Märtyrerinnen fertigen konnte. Die Legende wurde dahingehend erweitert, dass der Verlobte von Ursula, Aetherius, ihr mit seinem Gefolge (deswegen nun Männer und Kinder) entgegenreiste, und mit ihr zusammen vor Köln das Martyrium erlitt. Der Reliquienschrein des Aetherius steht auch heute noch neben dem von Ursula im Chor der Kirche St. Ursula.
Die Legende der heiligen Jungfrauen und die Verbreitung ihrer Reliquien fand bereits im 12. Jahrhundert über ganz Europa statt. Da aber sehr viele Gebeine gefunden wurden, die durch die Legende und von Elisabeth von Schönau als Märtyrer bezeugt wurden, wurde das Gräberfeld um die Stiftskirche einer der ergiebigsten Reliquienfundorte nördlich der Alpen.

## Verehrung

### Ursulaschrein im Sint-Janshospitaal

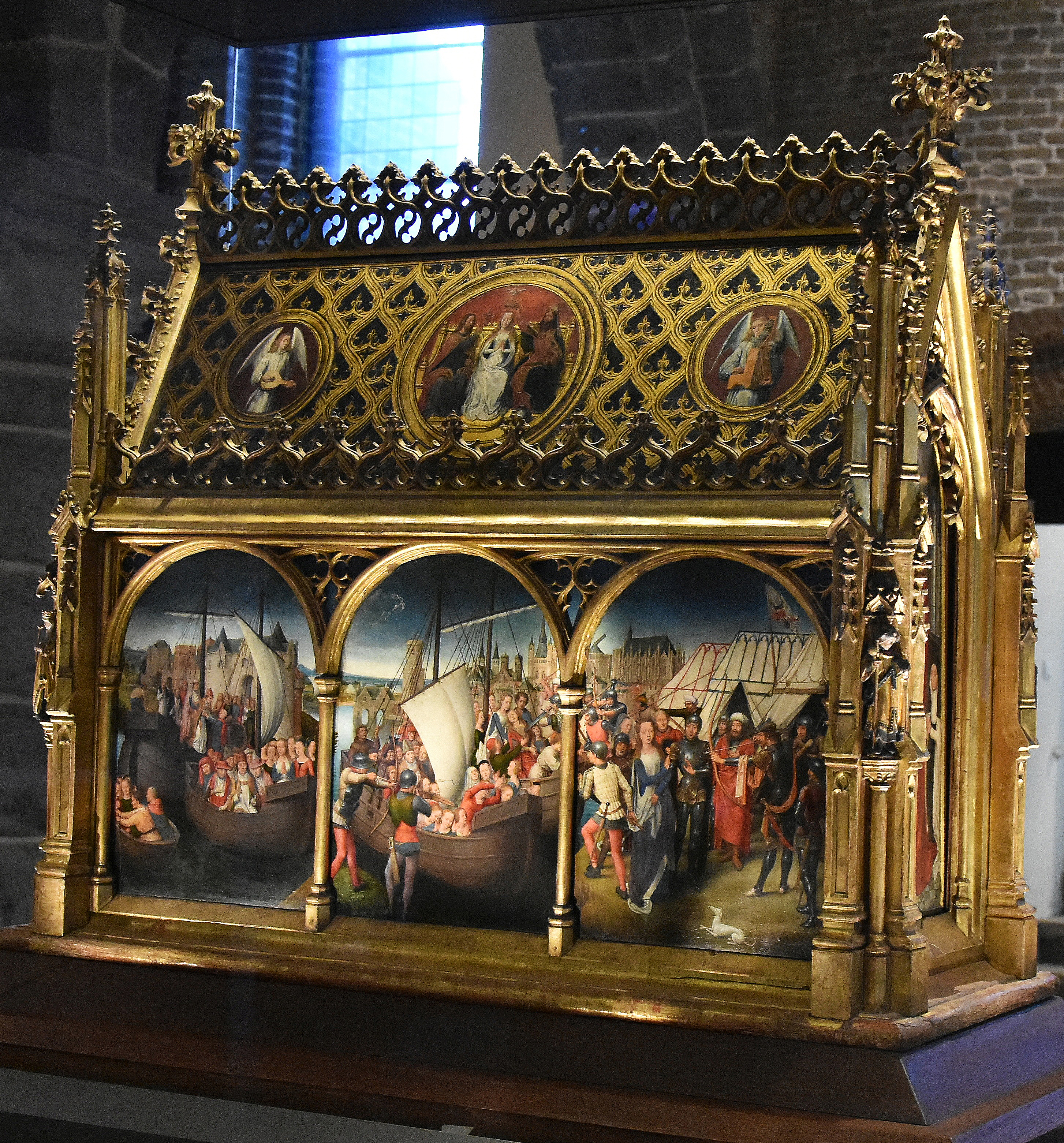
Hans Memling: Ursulaschrein (vor 1489; Memlingmuseum, Brügge)

In den Jahren von 1482 bis 1489 gestaltet Hans Memling den Ursulaschrein im Auftrag der Brüder und Schwestern des Brügger Sint-Janshospitaals. Der davor zur Aufbewahrung von Reliquien der Heiligen verwendete Schrein datierte aus der Zeit um 1400. Am Festtag der heiligen Ursula, dem 21. Oktober 1489, wurde im Chor der Kapelle des Sint-Janshospitaals der alte Ursulaschrein durch den neuen ersetzt. Dieser ist vergoldet und zeigt sechs Szenen aus der Pilgerfahrt und dem Martyrium der hl. Ursula und ihrer Begleiterinnen. Auf jeder Längsseite des Ursulaschreins befinden sich jeweils drei Bildtafeln.

### Ordensgemeinschaften
- Der Ursulinenorden ist ein von der katholischen Kirche anerkannter Frauenorden, der von Angela Merici 1535 in Brescia (Oberitalien) gegründet wurde.
- Die Gesellschaft der heiligen Ursula von Anne de Xainctonge wurde 1606 von Anne de Xainctonge in Dole in der Franche-Comté gegründet.
- Ursula-Bruderschaften, so genannte Ursula-Schiffchen, gab es seit dem Mittelalter in ganz Europa.
- In Venedig existierte von 1300 bis 1806 die Scuole di Sant’ Orsola, eine Laienbruderschaft mit einer eigenen Kapelle, für die Carpaccio seinen neunteiligen Ursula-Zyklus schuf.

### Patrozinien und Heraldik

Wappen der Britischen Jungferninseln

Es gibt zahlreiche Ursulakirchen und St.-Ursula-Schulen.
- Die Jungferninseln in der Karibik wurden von Christoph Kolumbus zu Ehren der Märtyrinnen benannt: Santa Ursula, Once Mil Virgines, Archipiélago de las Vírgenes. Das Wappen der Britischen Jungferninseln sowie die Flagge der Britischen Jungferninseln zeigen die hl. Ursula.
- Das Kap zum Eingang der Magellanstraße in der Nähe des 52. Breitengrades wurde von Ferdinand Magellan Kap der Jungfrauen (Cabo Virgenes) genannt, da er es am 21. Oktober 1520 sichtete.
- Die Inseln Saint-Pierre und Miquelon vor der Küste Kanadas wurden von dem portugiesischen Seefahrer João Álvares Fagundes im Jahr 1521 nach den 11.000 Jungfrauen benannt, trugen den Namen jedoch nur für kurze Zeit.
- Die deutsche Stadt Oberursel im Taunus führt ihren Namen auf Ursula zurück und führt sie auch im Wappen.
- Das Kölner Wappen erinnert ebenfalls an Ursula und ihre Gefährtinnen.
- Die Elftausend-Jungfrauen-Kirche in Breslau wurde umbenannt, erinnert mit einer Statue der hl. Ursula an die geschichtliche Beziehung.
- Die Sakristei der Erzpfarrkirche Mariä Himmelfahrt von Völs am Schlern in Südtirol birgt die reich verzierten Häupter zweier „Jungfrauen aus dem Gefolge der hl. Ursula“, ein kostbares Geschenk des Erbauers der Kirche, Leonhard von Völs, wie aus den auf die Schädeldecken aufgetragenen Urkunden über Authentizität und Herkunft hervorgeht.[5]
- In Basel erinnert das Elftausendjungfern-Gässlein, eine schmale Treppe vom Rheinsprung zur Martinskirche, an das Schicksal Ursulas und ihrer Gefährtinnen.

Die heilige Ursula ist Patronin von Köln und Offenburg.

### Gedenktag
Am 21. Oktober ist Ursula zu Ehren ein nichtgebotener Gedenktag im Regionalkalender für das deutsche Sprachgebiet, jedoch Hochfest in Köln. Aus dem Allgemeinen Römischen Kalender wurde das Fest der hl. Ursula 1970 gestrichen.
Für ihren Gedenktag existieren zahlreiche Bauernregeln.
- Zu Ursula muss das Kraut herein, sonst wird’s noch lange draußen sein.
- Lacht Ursula mit Sonnenschein, wird wenig Schnee vorm Christfest sein.
- An Ursula muss das Kraut herein, sonst schneien Simon und Judas (28. Oktober) drein.

### Ikonographie

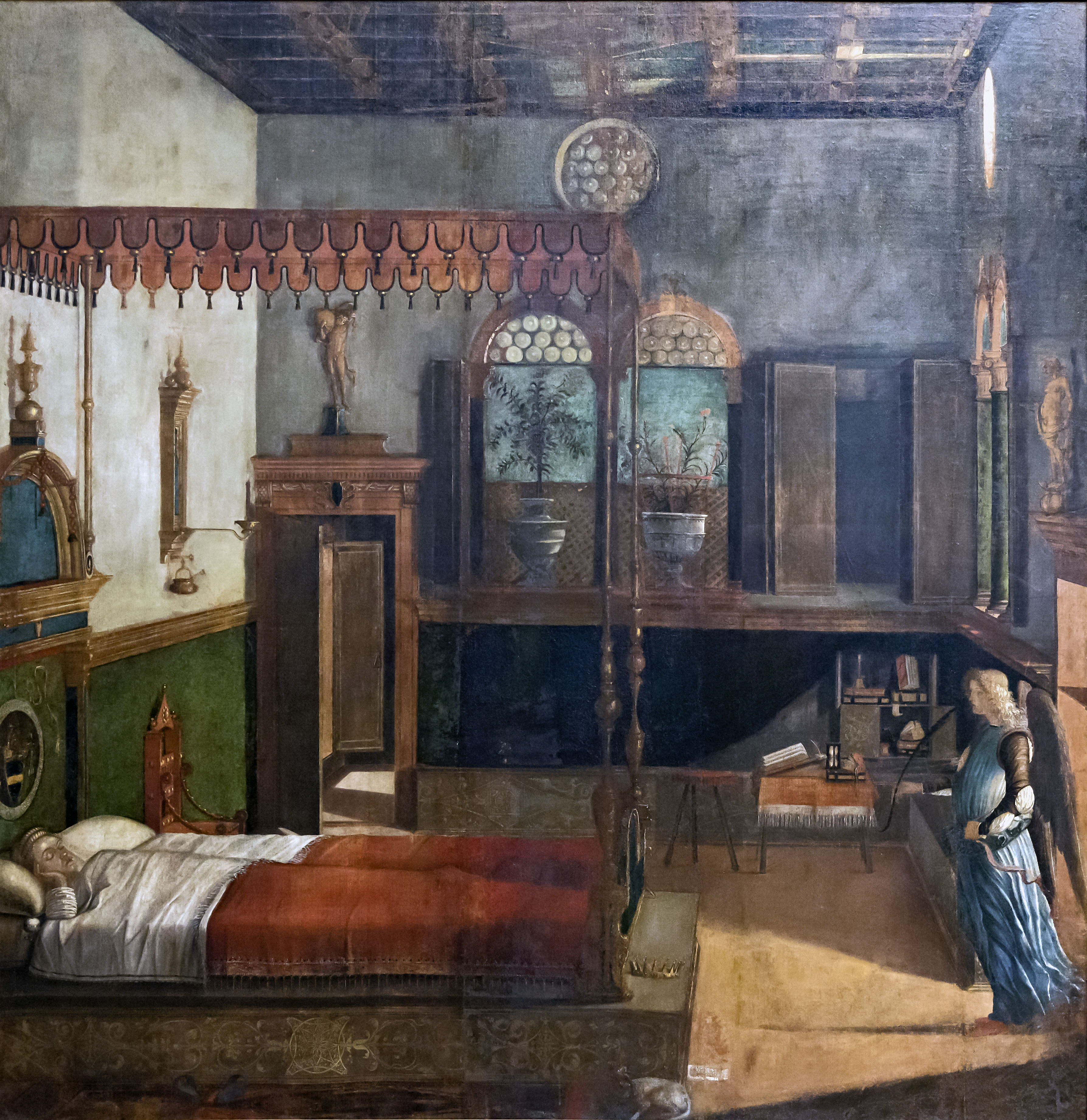
Vittore Carpaccio: Der Traum der heiligen Ursula (um 1495; Gallerie dell’Accademia, Venedig). Rechts im Bild der Engel, der ihr das Martyrium verkündet.

Ursulas ikonographische Attribute sind der Pfeil und das Schiff. Für die Gefährtinnen können Lichter (Kerzen oder Lampen) stehen. Mittelalterliche Darstellungen zeigen Ursula als Schutzmantelfigur, die die Jungfrauen unter ihrem Mantel birgt.
Die Vita der hl. Ursula wurde in der bildenden Kunst u. a. dargestellt:
- vom Brügger Meister (Groeningemuseum, Brügge),
- vom Kölner Meister der Ursula-Legende (Wallraf-Richartz-Museum, Köln),
- von Tommaso da Modena,
- von Hans Memling (Ursula-Schrein, Memling in Sint-Jan-Hospital Museum, Brügge),
- von Carpaccio (Ursula-Zyklus),
- von Caravaggio,
- von Lodovico Carracci.

Häufig sind wichtige Stationen des Lebens der heiligen Ursula als Zyklus dargestellt: Muttergottes und die heilige Ursula (Museum Schnütgen)
Im Rahmen der Neukonzeption des Skulpturenprogramms des Kölner Rathausturms in den 1980er Jahren wurde Ursula durch eine Figur von Rainer Walk im vierten Obergeschoss auf der Nordseite des Turms geehrt.

### Bearbeitungen der Ursula-Legende in der Kunst
Der italienische Komponist Carlo Agostino Badia (1672–1738) arbeitete eng mit dem Ursulinenkloster in Wien, das unter kaiserlichem Patronat stand, zusammen. Am 21. Oktober 1694, am Festtag der Heiligen, wurde sein Oratorio di Sant’Orsola uraufgeführt. Dieses Werk geriet lange in Vergessenheit und wurde im Oktober 2021 im Kloster Mariastein wieder gespielt.
In der von Achim von Arnim und Clemens Brentano zusammengestellten Volksliedsammlung Des Knaben Wunderhorn wird in dem Bayerischen Volkslied Der Himmel hängt voll Geigen (Wir genießen die himmlischen Freuden …) in der letzten Strophe die Ursula-Legende aufgegriffen:
Kein Musik ist ja nicht auf Erden,
Die unsrer verglichen kann werden,
Elftausend Jungfrauen
Zu tanzen sich trauen,
Sankt Ursula selbst dazu lacht …
Dieses Lied vertonte Gustav Mahler im Schlusssatz seiner 4. Sinfonie.
Für den Hessentag 2011 wurde Ursula – Das Hessentagsmusical geschrieben und inszeniert. Sowohl professionelle Künstler wie Fabian Vogt oder Daniel Baginski als auch zahlreiche Ehrenamtliche wirkten daran mit.
Zeitgleich wurde in Köln das Musical 11.000 Tränen – Ursula reloaded produziert und beim 7. Ökumenischen Kirchenmusikfestival Köln im Oktober 2011 uraufgeführt. Es wurde von Schülerinnen des Ursulinengymnasiums Köln verfasst und in Zusammenarbeit mit einer Gruppe Kölner Kirchenmusiker (u. a. Matthias Haarmann, Thomas Roß, Dirk-Johannes Neumann, Thomas Gebhardt) vertont, inszeniert und aufgeführt. Weitere Aufführungen erfolgten 2013 und 2017.
Peter Gerloff textete und komponierte das dreistrophige Kirchenlied Ursula über die heilige Ursula und ihre Gefährtinnen. Belletristisch aufgearbeitet wurde der Ursula-Stoff in den Romanen Ursula’s Maiden Army von Philip Griffin (2004; deutsch: Das Heer der Jungfrauen, 2005) und Brennende Seelen – Roman um St. Ursula von Günter Krieger (2005). Auch der Urban-Fantasy-Roman Miriamslied von Stefan Blankertz (2011) bedient sich Elementen der Ursula-Legende. In seinem 2012 erschienenen Buch Elftausend Jungfrauen machte Ralf König Ursula zur Comicfigur.